# Semaeopus subtranslucens
Semaeopus subtranslucens là một loài bướm đêm trong họ Geometridae.